# Patiala (distrikt)
Patiala är ett distrikt i sydöstra delen av den indiska delstaten Punjab. Förr fanns här ett sikhiskt furstendöme, och området ingick i det forntida riket Malwa. Huvudorten är staden Patiala.
Distriktets folkmängd är 1 844 934 invånare (2001), varav 35% i städer. 55% är sikher och 42% är hinduer. Det språk som talas är i första hand puadhi, en dialekt av punjabi. Ytan är 3 627 km². Distriktet omges av Fatehgarh Saheb, Rupnagar och Chandigarh i norr, Fatehgarh Saheb och Sangrur i väst, Ambala, Kurukshetra och Haryana i öst, samt Kaithal i syd. Många flyktingar bosatte sig i distriktet efter Indiens självständighet och delning 1947-1950. De flesta i detta distrikt kom ursprungligen från Bahawalpur.